# Big Beat (album)
Big Beat è il sesto album in studio del gruppo rock statunitense Sparks, pubblicato nel 1976.

## Tracce
Tutte le tracce sono state scritte e composte da Ron Mael.
Side 1
1. Big Boy – 3:30
2. I Want to Be Like Everybody Else – 2:57
3. Nothing to Do – 3:09
4. I Bought the Mississippi River – 2:29
5. Fill-er-up – 2:20
6. Everybody's Stupid – 3:41

Side 2
1. Throw Her Away (And Get a New One) – 3:15
2. Confusion – 3:27
3. Screwed Up – 4:20
4. White Women – 3:24
5. I Like Girls – 2:58

## Formazione
- Russell Mael - voce
- Ron Mael - tastiera
- Sal Maida - basso
- Jeffrey Salen - chitarra
- Hilly Boy Michaels - batteria